# Paul Weiglin
Paul Emil Georg Theodor Weiglin (* 26. September 1884 in Neustrelitz; † 19. April 1958 in Berlin (West)) war ein deutscher Sachbuchautor und Zeitschriftenchefredakteur.

## Leben und Wirken
Paul Weiglin, ehelicher Sohn des früheren Neustrelitzer Ersten Violinisten und inzwischen Hofkapellmeisters Emil Weiglin (1841–1901) und der sächsischen Schauspielerin Marie Gey (* 1850), die jener erst nach der Geburt von zwei vorehelichen Söhnen 1874 geheiratet hatte, war ein Bruder des Schauspielers Reinhold Weiglin (1873–1940). Er besuchte das Gymnasium (Carolinum) in Neustrelitz bis zum Abitur 1904 und studierte anschließend Literatur und Kunstgeschichte in München und Berlin. 1911 wurde er promoviert.
Seit 1904 war Paul Weiglin möglicherweise für die Landeszeitung für beide Mecklenburg in Neustrelitz als Redakteur tätig. Danach schrieb er auch für den Verlag Westermann.
Seit etwa 1914 veröffentlichte  er Texte für den Verlag Velhagen & Klasing in Bielefeld. Von 1915 bis 1917 schrieb er auch für die Liller Kriegszeitung im besetzten Frankreich.
Seit etwa 1918 war Paul Weiglin  mitverantwortlicher Schriftleiter von Velhagen & Klasings Monatsheften.
1923 heiratete er die Schriftstellerin Friedel Merzenich und lebte mit ihr in Berlin-Grunewald. Seit etwa 1925 war Paul Weiglin der hauptverantwortliche Schriftleiter (Chefredakteur) von Velhagens & Klasings Monatsheften und setzte diese Tätigkeit 1945 fort. Seine letzten Lebensjahre verbrachte er mit seiner Frau Friedel in West-Berlin.

## Einstellungen
Paul Weiglin war gemäßigt konservativ eingestellt, nach dem Ende des Ersten Weltkrieges sind keine radikalen Äußerungen von ihm mehr bekannt. Über seine zukünftige Frau Friedel Merzenich schrieb er 1922, wenige Monate vor der Hochzeit    etwas ironisch

„Unsere liebe Frau  ist seit einigen Wochen auch dem
Teufel der Erwerbsgier verfallen, was in Anbetracht der teuren Zeiten nützlich u rührend aber ansonsten tief zu beklagen ist.“

Nach der Hochzeit 1923 konnte  er dann erleichtert feststellen

„Friedel geht schon lange nicht mehr in die
Linkstraße, die Damen dort haben die veränderte Lage begriffen u ihr ein Nudelbrett u Quirle u Löffel mit einem langen Nudelgedicht gestiftet. Sie ist jetzt in der Küche u zaubert die kostbarsten Sachen.“

## Publikationen (Auswahl)
Paul Weiglin verfasste zahlreiche Artikel für Velhagens & Klasings Monatshefte und weitere Zeitschriften.
Er veröffentlichte einige Bücher, vor allem zur deutschen Kulturgeschichte und  war auch Herausgeber einiger Werke von Autoren wie Heinrich Heine und Fritz Reuter.
Autor
- Gutzkows und Laubes Literaturdramen. Mayer & Müller, Dissertation, Berlin 1910 Digitalisate kurze Auszüge, Reprint 1970
- Unsere Feinde unter sich. Velhagen & Klasing, Bielefeld 1915 Digitalisat
- Das markgräfliche Schloß zu Ansbach. Velhagen & Klasing, Bielefeld 1925
- Die dramatische Literatur und Kunst in Deutschland. Velhagen & Klasing, Bielefeld 1927 (1928)
- Berliner Biedermeier. Velhagen & Klasing, Bielefeld 1942

- Bilderbuch von Alt-Berlin. Nauck, Berlin-Charlottenburg 1953
- Berlin im Glanz. Nauck, Berlin 1954
- Unverwüstliches Berlin. Scientia, Zürich 1955
- Juristischer Spaziergang in Berlin. Heymann, Berlin 1955

Herausgeber
- Friedrich Gerstäcker: Abenteuergeschichten. Westermann, Braunschweig 1923
- Caesarius von Heisterbach: Wunderbare Geschichten. Langen, München, 1925, herausgegeben und übersetzt
- Tausend-und-eine-Nacht. 1928, mit Waldemar Bonsels, arabische Geschichten
- Robert Koenig: Deutsche Literaturgeschichte. 37. Auflage, Velhagen & Klasing, Bielefeld, 1930, herausgegeben, bearbeitet und bis in die Gegenwart fortgesetzt
- Fritz Reuter: Ausgewählte Werke in  einem Bande. Henius, Berlin 1934
- Heinrich Heine: Poesie und Prosa. Nauck, Köln 1956; auch Ausgabe bei Scientia, Zürich, 1956